# Agalmyla multiflora
Agalmyla multiflora är en tvåhjärtbladig växtart som först beskrevs av Kanehira och Sumihiko Hatusima, och fick sitt nu gällande namn av Olive Mary Hilliard och Brian Laurence Burtt. Agalmyla multiflora ingår i släktet Agalmyla och familjen Gesneriaceae. Inga underarter finns listade i Catalogue of Life.